# Zeuzera conferta
Zeuzera conferta là một loài côn trùng trong họ Cossidae. Loài này được Walker miêu tả khoa học đầu tiên năm 1856.
Đây là loài gây hại của cây Sonneratia apetala, phát triển phổ biến ở Bangladesh.